# Plectiscidea inflata
Plectiscidea inflata là một loài tò vò trong họ Ichneumonidae.